# Courants porteurs en ligne
Pour les articles homonymes, voir CPL.
La communication par courants porteurs en ligne (ou CPL) permet de construire un réseau informatique sur le réseau électrique d'une habitation ou d'un bureau, voire d'un quartier ou groupe de bureaux. Cette idée apparue dans les années 1930 a fait l'objet de nombreuses applications (pour la domotique et l'informatique notamment), et dont les développements récents pourraient être les prémices d'un réseau électrique intelligent annoncé par de nombreux prospectivistes, dont Jeremy Rifkin dans le cadre de son projet de troisième révolution industrielle. Depuis 1950, des courants à basse et moyenne tension sont couramment utilisés pour porter des informations.
Récemment (2010-2012), un protocole CPL de communication global, simple et ouvert, dit « G3-PLC » (de l'anglais « G3-Power Line Communication »), a été spécialement développé pour le fonctionnement des Smart Grid.
Il constitue un pas de plus vers les réseaux électriques intelligents, et l'Internet de l'énergie. Il permet un meilleur auto-contrôle et monitoring  du réseau de distribution électrique, et une gestion énergétique fine, y compris pour la gestion contrôlée de l'éclairage intérieur ou extérieur, la charge énergétique des véhicules électriques, et d'autres applications des « réseaux de demain » (gestion de production et microproduction décentralisées d'énergies irrégulières de type solaire/éolien), etc.,,.
Ce protocole peut, à faible coût, compléter ou parfois concurrencer d'autres protocoles de communication dits « universels » tels que le Wi-Fi ou le Bluetooth. Il est opérant sur la basse et moyenne tension.

## Historique
Les courants porteurs sont utilisés depuis un certain temps en bas débit pour des applications industrielles et la domotique.
Ce n’est que depuis le début des années 2000 et la généralisation du tout-numérique qu’ils sont utilisés par le grand public.
En 1950 apparaissent les premières applications sur fréquence de 10 Hz, puissance 10 kW. Elles sont alors unidirectionnelles (éclairage public, télécommande de relais).
Dans les années 1980, début des recherches pour utiliser la bande de fréquences de 5 à 500 kHz, toujours en unidirectionnel, permettant ainsi un transfert plus rapide des informations.
Dans les années 1990, expérimentations des courants porteurs pour des applications de télérelevés dans la bande de 60 à 80 kHz. Apparition de modems courants porteurs bas-débits pour des communications CPL domotiques en Europe (standard EHS/Konnex) et aux États-Unis (standards Echelon et CEBus (en)).
En 1997, des recherches sont menées sur la transmission de données en CPL et en bidirectionnel par ASCOM (Suisse) et Norweb (Royaume-Uni).
En 2000, des premières expérimentations sont effectuées en France par EDF R&D et ASCOM.
En 2002, SPiDCOM Technologies (en), nouvelle entreprise française, arrive sur le marché avec son processeur de 224 Mb/s. La même année, Wirecom Technologies, également nouvelle entreprise française, spécialisée dans la gestion des énergies du bâtiment sur CPL (technique bas-débit - norme CENELEC EN50065-1) arrive sur le marché.
En 2003, acquisition par Schneider Electric de la société suédoise Ilevo, spécialisée dans les courants porteurs en ligne, et création de la nouvelle entité Schneider Electric Powerline Communications, dédiée à la fourniture d’équipements, de logiciels et de services autour des courants porteurs en ligne.
En 2005, arrivée de la norme homeplug 1.1 turbo 85 Mbits/s. Début de règlementation au niveau européen.
En 2007, arrivée sur le marché des produits à la norme Homeplug AV 200 Mbits/s. Ajout de nouvelles fonctionnalités (QoS, VLAN…). L’IEEE prévoit la mise en œuvre d’une norme commune permettant l’interopérabilité des trois grands systèmes CpL HPP, UPA, CEPCA.
En 2010, une ratification de la norme IEEE Std 1901-2010 (en) prévoit l'utilisation d'adaptateurs CPL domestiques atteignant la vitesse théorique de 500 Mbits/s.
Dans les années 2010, le CPL devient une alternative crédible pour les usages de gestion du réseau électrique et de collecte des compteurs électriques communicants. ERDF (devenue Enedis en 2016) lance alors, en 2012, un consortium, l'Alliance G3-PLC, pour promouvoir le protocole CPL-G3 (G3-PLC en anglais) une technologie simple, peu coûteuse, permettant de fortement diminuer les coûts d'installation et de maintenance (pas de nouveau réseau à installer, le réseau électrique assurant cette fonction supplémentaire).

## Fonctionnement
Le principe des CPL consiste à superposer au courant électrique alternatif de 50 ou 60 Hz un signal à plus haute fréquence et de faible énergie. Ce deuxième signal se propage sur l’installation électrique et peut être reçu et décodé à distance. Ainsi le signal CPL est reçu par tout récepteur CPL de même catégorie se trouvant sur le même réseau électrique. Cette façon de faire comporte cependant un inconvénient : le réseau électrique n'est pas adapté au transport de hautes fréquences car il n'est pas blindé. En conséquence, la plus grande partie de l'énergie injectée par le modem CPL est rayonnée sous forme d'onde radio. On classe traditionnellement les CPL en deux catégories en fonction du débit offert. Les CPL à haut débit utilisent des modulations multiporteuses de type OFDM dans la bande 1,6 à 30 MHz (bande HF allant de 3 à 30 MHz). Les CPL à bas débit utilisent des techniques de modulations assez simples, par exemple quelques porteuses (mais une seule à la fois) en modulation de fréquence. Les bandes des fréquences utilisées sont comprises entre 9 et 150 kHz en Europe et entre 150 et 450 kHz aux États-Unis.
En haut, comme en bas débit, la communication est soumise aux bruits et aux atténuations. Il est donc nécessaire de mettre en œuvre de la redondance, ainsi qu’un contrôle d’intégrité par exemple sous la forme de codes correcteurs d’erreurs. Un coupleur intégré en entrée des récepteurs CPL élimine les composantes basses fréquences avant le traitement du signal. Le modem transforme un flux de bits en signal analogique pour l’émission et inversement en réception ; le modem intègre les fonctions d’ajout de la redondance et de reconstitution du flux de bits original ou correction d’erreur.
En décembre 2011, le protocole CPL-G3 (ou G3-PLC en anglais) a été standardisé par l'Union internationale des télécommunications (UIT) comme nouveau standard de communications par courants porteurs à bande étroite (NB-PLC) sous le nom de ITU-T G.9955 et G.9956. Il a, par la suite, été remplacé par un seul standard, la recommandation ITU-T G.9903. Le CPL G3 utilise le multiplexage de nombreuses sous-porteuses ayant des fréquences orthogonales (codage OFDM), de multiples mécanismes pour assurer la robustesse du système ainsi qu'un algorithme de routage qui prend en compte les spécificités du CPL (LOADng). Le CPL G3 est le seul standard CPL à bande étroite supportant le protocole internet IPv6 nativement et la compression d’entête IP 6LoWPAN, ce qui permet la création de nouveaux systèmes de gestion de compteurs d'énergie, basés sur Internet. C'est un des premiers systèmes IPv6/6loWPAN au monde déployés massivement.

## Compatibilité Linky - CPL
Le CPL G3 est utilisé par Enedis pour la mise en place du compteur communicant Linky. Le support utilisateur Enedis affirme (courrier électronique du 14 mars 2018)[source insuffisante] que « le compteur Linky utilise une bande de fréquence spécifique (CENELEC A) réservée en France à Enedis afin d’éviter toute interférence avec d’autres équipements. La bande de fréquence utilisée par Linky (9 à 95 kHz) est dédiée à ce type d’usage et est différente de la bande de fréquence 95 à 125 kHz utilisée pour les usages à l’intérieur de la maison et la domotique. Il n’y a donc aucun risque de perturbations des équipements domotiques. »

## Sur lignes à haute tension

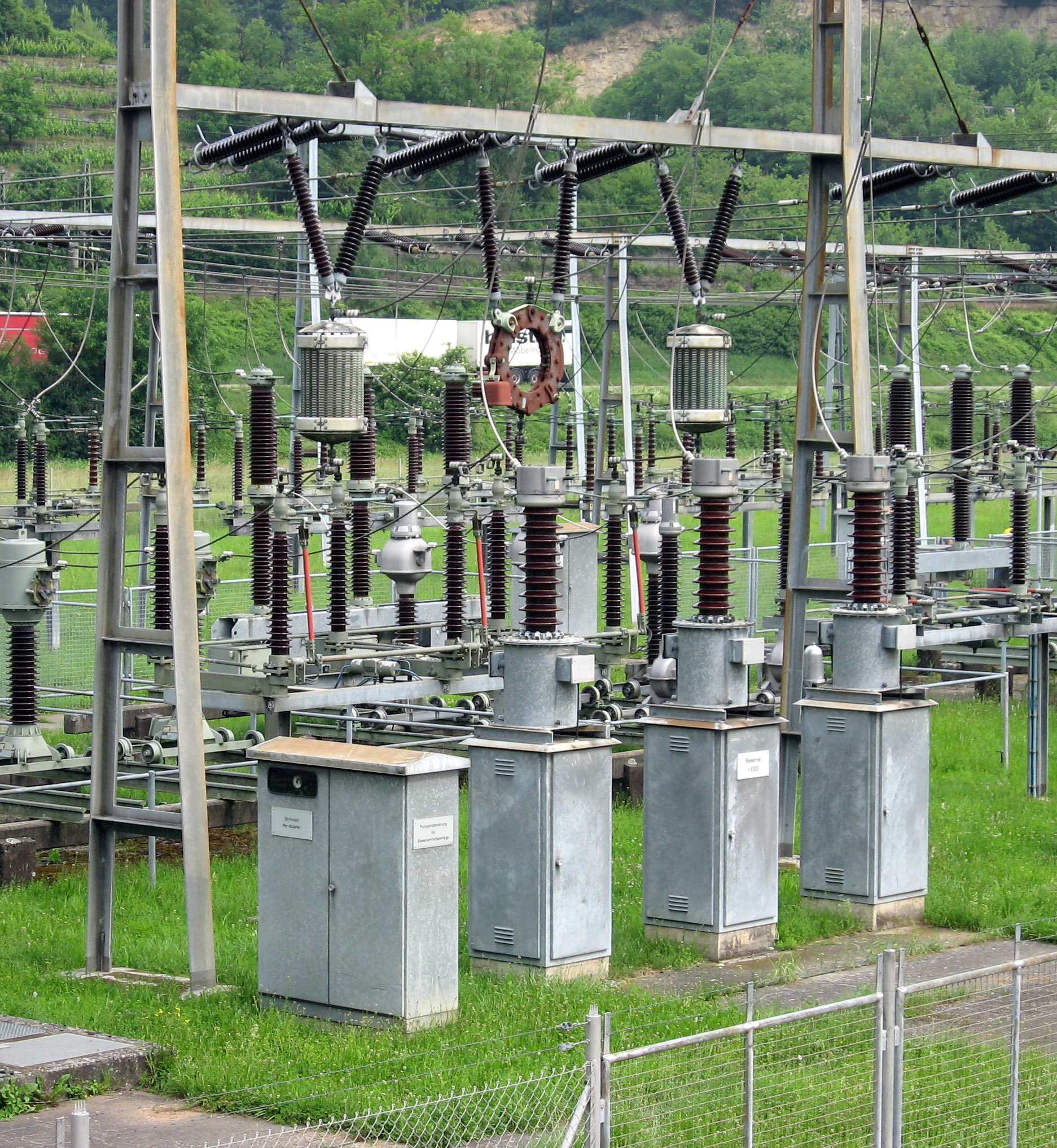
Installation pour le couplage d'un CPL sur un poste électrique 110 kV. On voit les circuits bouchons suspendus au portique et les condensateurs de couplage à leurs pieds.

Les compagnies d’électricité utilisent comme coupleur des condensateurs ou transformateurs de tension capacitifs pour connecter les transmetteurs radio à fréquence moyenne sur les conducteurs des lignes à haute tension. Les fréquences sont de l’ordre de 24 à 500 kHz, avec des puissances de transmetteurs de l’ordre de quelques dizaines de watts. Ces signaux sont appliqués à un, ou deux voire aux trois conducteurs de la ligne à haute tension. On peut passer plusieurs canaux de CPL sur une seule ligne. Ces circuits servent au contrôle de l’appareillage électrique à haute tension, et à la protection des réseaux électriques.
Dans les postes HTB, la communication se fait en point à point entre les deux extrémités de la ligne. La non propagation des signaux en dehors de la ligne est assurée par un circuit résonant de type parallèle ou « bouchon », composant associant une self d'inductance de l'ordre du mH. Le couplage est assuré soit par un condensateur de couplage isolé à l'huile, soit par un transformateur de tension si celui-ci est de technologie capacitive. On y injecte les conversations téléphoniques, les transmissions de mesures pour les « dispatchings » et les ordres de fonctionnement de certains appareils.
La transmission par courant porteur en ligne n'a malheureusement qu'un débit très limité, incompatible avec certaines applications telles que la télésurveillance. Ce système comporte également un défaut : en cas de maintenance, les câbles de la ligne sont mis à la terre de part et d’autre de la zone de travail et les signaux CPL sont complètement perturbés.
Bien que les compagnies d’électricité utilisent la communication par micro-onde et de plus en plus la communication par câble fibre optique pour l’essentiel de leurs besoins en communication, les CPL restent utilisés comme système de secours pour des installations simples pour ne pas avoir à installer de fibres optiques sur les lignes à haute tension existantes.

## Applications typiques
La technique CPL haut débit permet de faire passer des données informatiques sur le réseau électrique, et ainsi étendre un réseau local existant ou partager un accès internet existant via les prises électriques grâce à la mise en place de boîtiers spécifiques. Dans l’état actuel de la technique, les débits atteints sont compris entre 14 et 1 200 Mbit/s (produits basés sur les chipsets DS2 (en) ou les chipsets conformes aux normes HomePlug (en), HomePlug AV (en) ou IEEE 1901 (en)). Dans le cas où l’on utilise plusieurs adaptateurs sur un réseau domestique, le réseau électrique dans son ensemble se comporte comme un hub Ethernet, tous les boîtiers présents sur l'installation recevant les trames des autres boîtiers (topologie physique du type réseau en étoile). Le système peut lui-même être raccordé sur un commutateur réseau qui servira de point de raccordement à d'autres équipements réseaux.
L’installation est totalement transparente sur le plan informatique (ne nécessite aucun pilote ou driver). Si l’on dispose d’adaptateurs de vitesse différente (85 et 200 Mb/s, par exemple), ils peuvent cohabiter sur le même réseau électrique, mais créent des réseaux informatiques indépendants.
La technique CPL bas débit s’adresse principalement à deux applications. La première, le standard domotique EHS/Konnex utilise les CPL pour mettre en réseau des appareils électriques dans des domaines aussi divers que les machines à laver, les volets roulants, le chauffage ; les CPL bas débit sont également utilisés pour des applications de gestion du réseau de transport et de distribution électrique ou encore de télérelève des compteurs électriques. Les débits sont habituellement compris entre 2,4 et 20 kbit/s.

Différents types de boitiers et d'utilisation des CPL
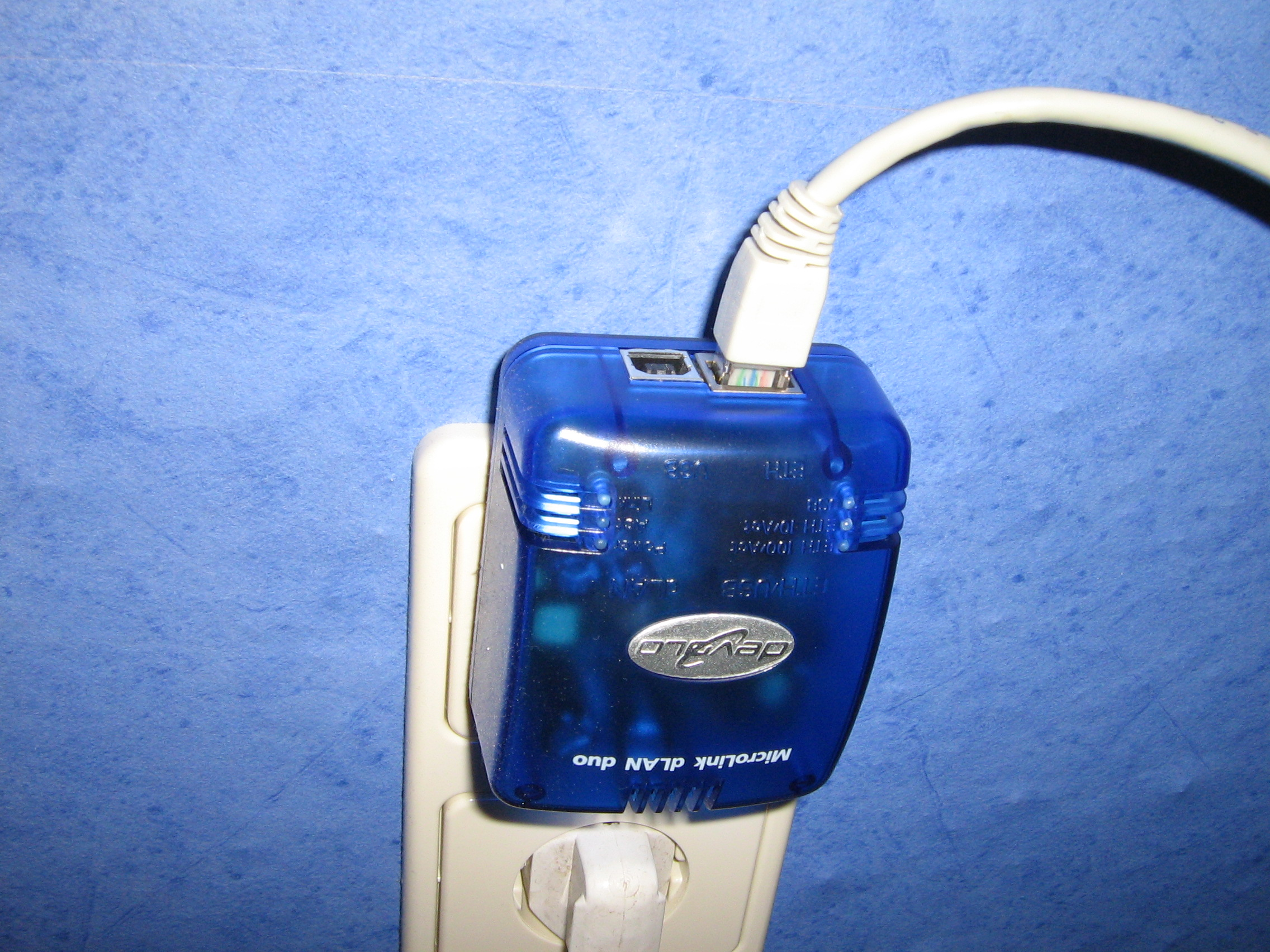
Exemple de boîtier CPL domestique installé.
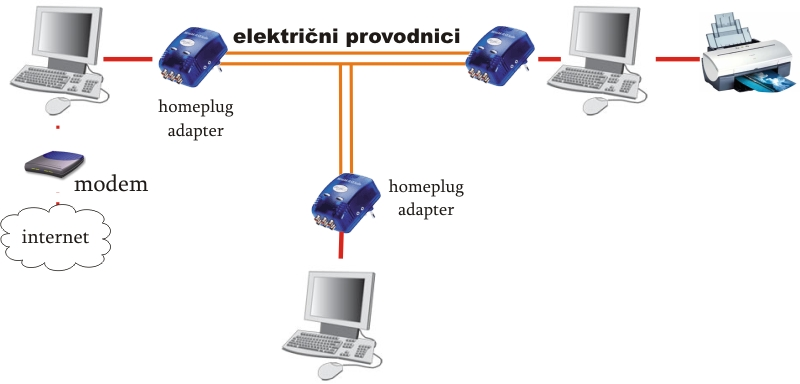
Un réseau CPL domestique.
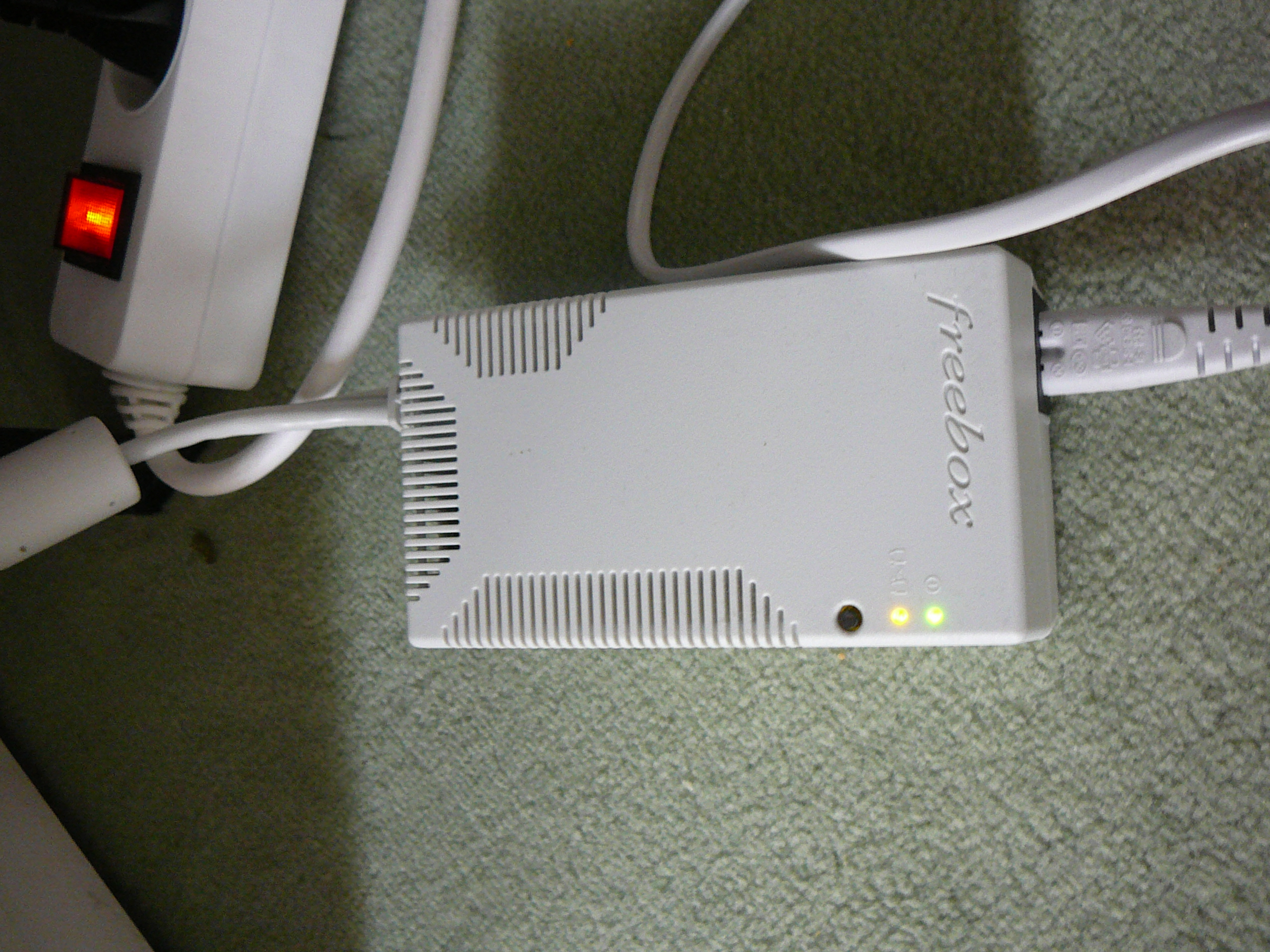
Un boîtier CPL d'opérateur télécom.
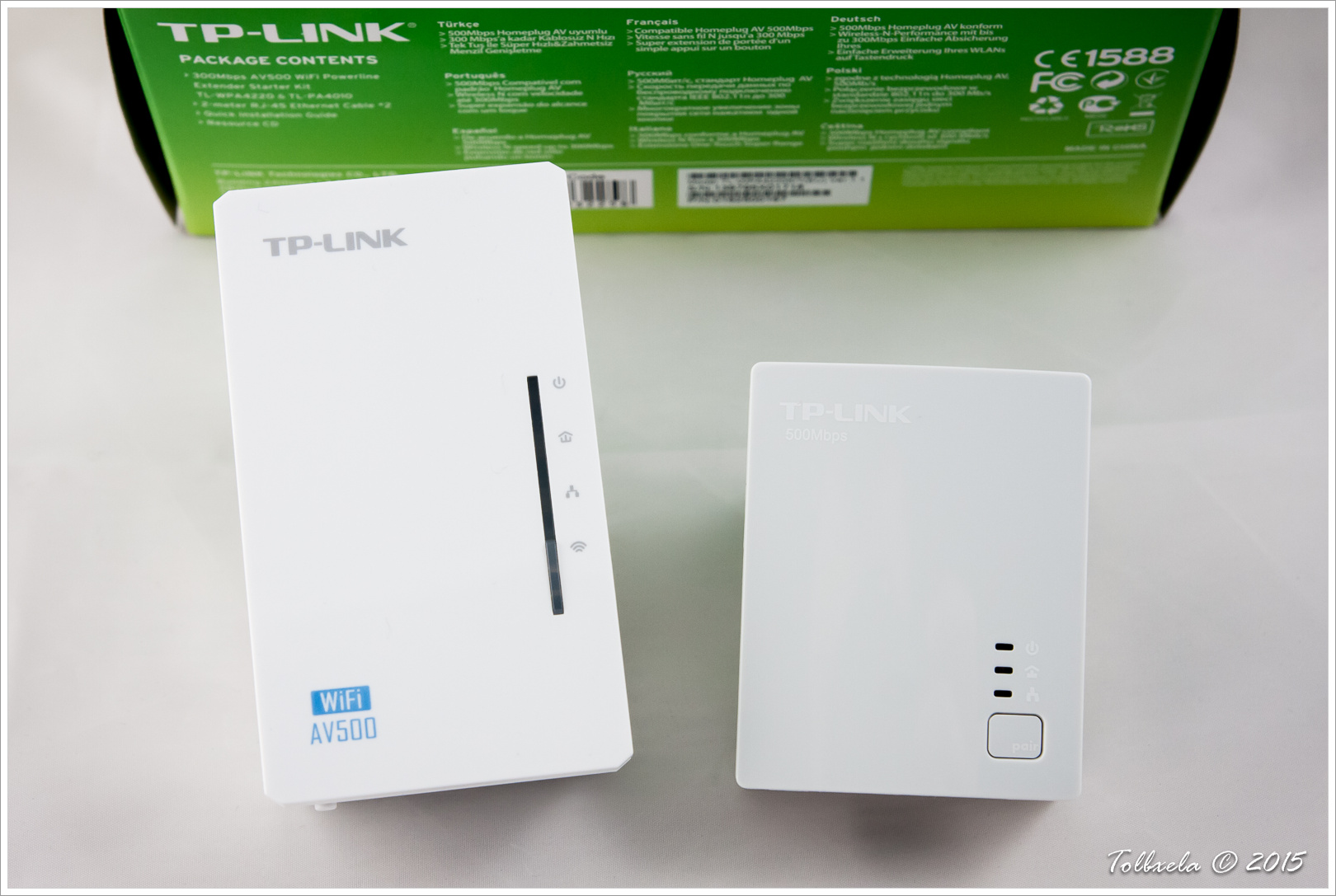
Adaptateur (extender) CPL → Wi-Fi.

## Cadre juridique et réglementation
Toute technique qui travaille sur une bande de fréquence définie doit rentrer dans un cadre juridique. Les réseaux CPL sont à la fois des réseaux électriques et des réseaux de télécommunication, ce qui fait que les autorités ont du mal à définir leur cadre juridique. De plus, il n’existe pas encore de réglementation précise pour les équipements et les réseaux CPL. Des travaux sont en cours, notamment avec le PLC Forum et l’ETSI, mais les résultats n’ont pas encore été publiés. Ainsi la mise en place de réseaux CPL est libre pour ce qui est des installations derrière un compteur privé (il s'agit de « Indoor » ou « InHome »), sous réserve de ne pas créer de nuisances, auquel cas le matériel doit être retiré. Pour ce qui est des installations extérieures (appelées outdoor) où le signal est injecté au niveau du transformateur HTA/BT pour des créations de boucles locales électriques, des autorisations d’expérimentation sont en général nécessaires, selon le pays concerné. Ainsi, en France par exemple, de telles autorisations sont à demander auprès de l’ARCEP. En 2005, en France, L’ART (devenue l’ARCEP) a levé le caractère expérimental qui encadrait les déploiements CPL :

« Paris, le mercredi 20 avril 2005.
L’Autorité lève le caractère expérimental qui encadrait jusqu’à présent le déploiement des réseaux filaires en CPL.
L’Autorité de régulation des télécommunications lève le statut transitoire qui était jusqu’à présent appliqué aux réseaux filaires basés sur la technique des Courants Porteurs en Ligne (CPL).
L’Autorité vient de réaliser un bilan des expérimentations des réseaux filaires basés sur la technique des Courants Porteurs en Ligne. L’analyse des divers rapports a permis à l’Autorité de s’assurer que les exploitants de réseaux filaires basés sur cette technique peuvent faire face aux obligations liées à l’autorisation de réseau ouvert au public. Ces expérimentations ont également permis de valider :
- la possibilité de partage, par plusieurs fournisseurs d’accès à Internet, de la capacité offerte sur un réseau CPL,
- la qualité de service offerte sur le réseau en termes de débits garantis, d’établissement et de maintien du lien Internet,
- l’absence de brouillage pendant toute la durée des expérimentations.

L’Autorité considère donc que les contraintes qui avaient justifié le statut expérimental retenu lors de l’instruction de la première demande de réseau CPL ne sont plus pertinentes aujourd’hui.
Par ailleurs, une récente recommandation européenne relative aux CPL, publiée le 12 avril dernier, demande en effet aux États Membres d’éliminer « tout obstacle réglementaire injustifié » et explique comment appliquer les dispositions de la directive concernant la compatibilité électromagnétique. Les acteurs souhaitant déployer des réseaux filaires CPL s’inscrivent donc maintenant pleinement dans le cadre réglementaire. Ils sont invités à se déclarer en tant qu’opérateurs auprès de l’Autorité, conformément à l’article L. 33-1 du code des postes et des communications électroniques (CPCE). Ils devront également respecter la réglementation concernant la compatibilité électromagnétique. 
L’ART souhaite qu’au-delà de ces premières expérimentations les réseaux filaires CPL trouvent leur place comme technologie alternative d’accès au haut débit. »

— Autorité de régulation des communications électroniques et des postes (ARCEP)

## Coûts, avantages et inconvénients
Il s'agit d'une technique simple, peu coûteuse, sobre en consommation de ressources (comparée à ses alternatives) et qui semble idéale pour la domotique et pour une gestion intégrée et en grande partie automatisée de tous les équipements d'un réseau de distribution[réf. nécessaire]. Bien qu'ils rayonnent tous les deux une grande partie de leur énergie, certains[Qui ?] préfèrent les courants porteurs au Wi-Fi car ils sont globalement moins émetteurs de pollution électromagnétique (parasites aux autres applications, santé)[réf. nécessaire]. Comme toutes les technologies, elle présente quelques limites, qui ne semblent toutefois pas diminuer son intérêt par rapport aux solutions concurrentes ou complémentaires.[réf. nécessaire]
Les limites de cette technologie et pièges à déjouer lors de l'installation sont :
- la panne de courant (mais le modem et les PC fixes sont également affectés s'ils ne sont pas alimentés par un onduleur) ;
- les installations en triphasé ne permettent les communications CPL qu'entre prises de courant branchées sur une même phase. Il est possible de remédier à ce problème en installant des coupleurs de phases[7] ;
- le risque de piratage ou vol d'information à partir du réseau, principalement en extérieur[8] (l'information confidentielle doit être chiffrée)[9]. Des logiciels de chiffrement sont disponibles ;
- le risque de « saturation » ou parasitage de certains réseaux (exemple : sur le réseau interne d'une habitation, le démarrage d'un appareil à forte consommation, comme l'essorage dans le cycle d'une machine à laver le linge, perturbe fortement les courants porteurs par des transitoires de forte puissance aux fréquences du signal porté);
- les parafoudres, multi-prises avec filtres et les onduleurs qui atténuent voire bloquent les signaux haute fréquence ;
- le risque d'incompatibilité de certains matériels ou protocoles mis en place par le passé, dû à l'absence d'une standardisation unique.

La plupart[réf. souhaitée] des équipements commercialisés avant 2010 pour le grand public étaient basés sur les techniques Homeplug ou DS2 (en), incompatibles entre elles.

En bas débit, trois standards différents existent : en Europe, le standard EHS/Konnex définit la norme de communication courants porteurs, des fonctions plug-and-play et les messageries applicatives ; aux États-Unis, les standards sont Echelon et CEBus (en) ;
- Le brouillage de certaines communications radio, notamment en bande HF (utilisé par les radio-amateurs, en aéronautique, maritime, etc.) ;
- Perturbation des lignes VDSL2 (profil17a), utilisant les mêmes gammes de fréquences pour leur fonctionnement.

Ces risques (hormis le brouillage) diminuent avec le protocole CPL de communication global et ouvert, dit « G3-PLC », récemment développé pour le fonctionnement des smart grids et la totale compatibilité de ce protocole avec le nouvel adressage internet IPv6.